# Province de Naples
La province de Naples est une ancienne province italienne, dans la région de Campanie, dont le chef-lieu était la ville de Naples. Elle est remplacée par la ville métropolitaine de Naples le 1er janvier 2015.

## Géographie
D'une superficie de 1 171 km2, son territoire correspondait exactement à celui de la ville métropolitaine de Naples, qui lui a succédé...

## Histoire
Créée en 1860, la province cesse d'exister le 31 décembre 2014. 
En 1927, sous le régime fasciste, la province s'agrandit par la suppression de la province de Terre de Labour entrainant l'annexion d'une partie des anciens hameaux autonomes qui correspondent aujourd'hui aux faubourgs de la ville. 
Elle est remplacée par la ville métropolitaine de Naples sur le même territoire.

## Tourisme
- Naples ;
- les zones archéologiques de Pompéi, Herculanum, Oplontis, Stabies et Baïes ;
- Îles d'Ischia, Capri et Procida ;
- Sorrente ;
- Vésuve ;
- les Champs Phlégréens.

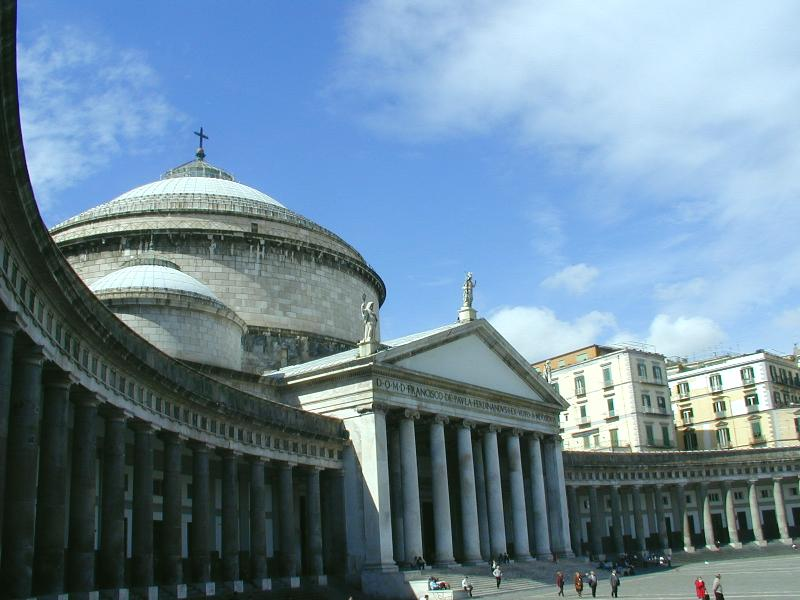
Naples
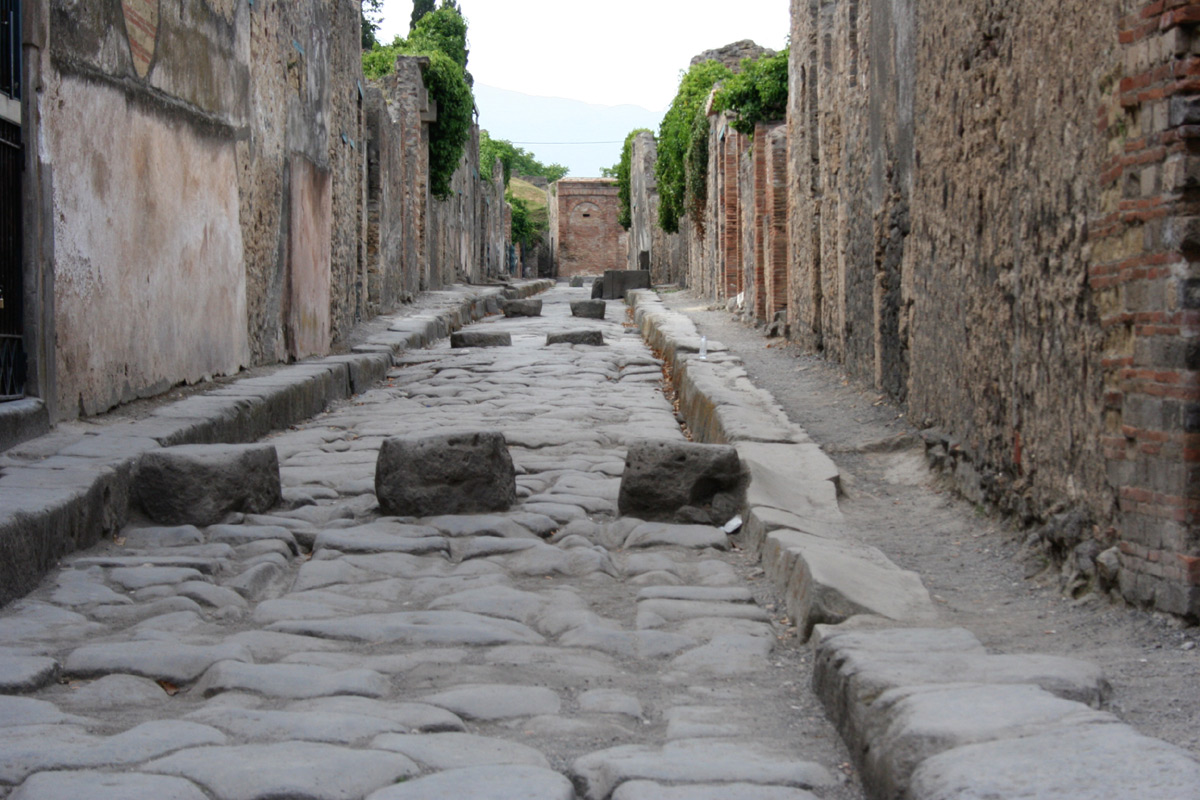
Pompéi
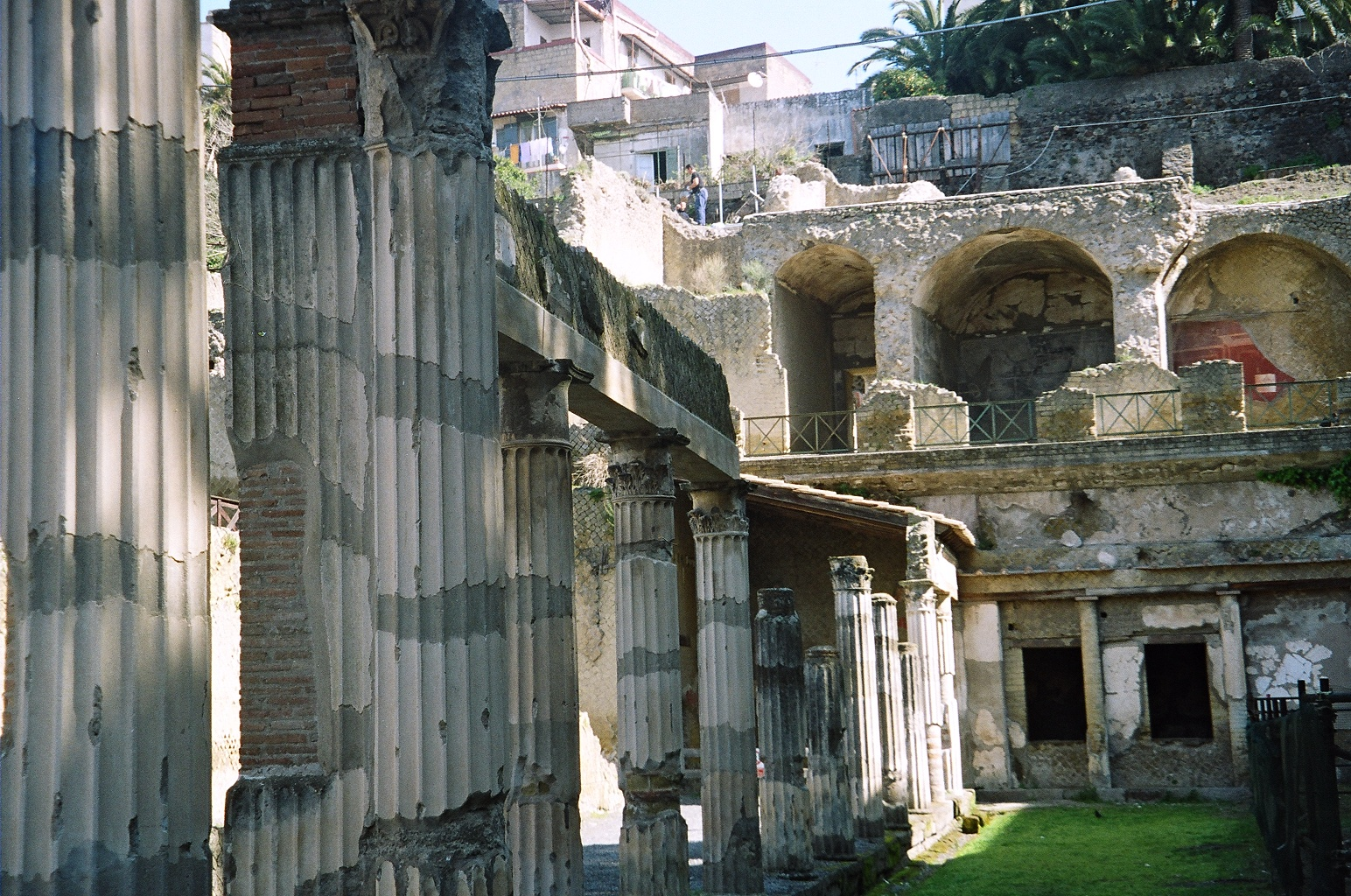
Herculanum
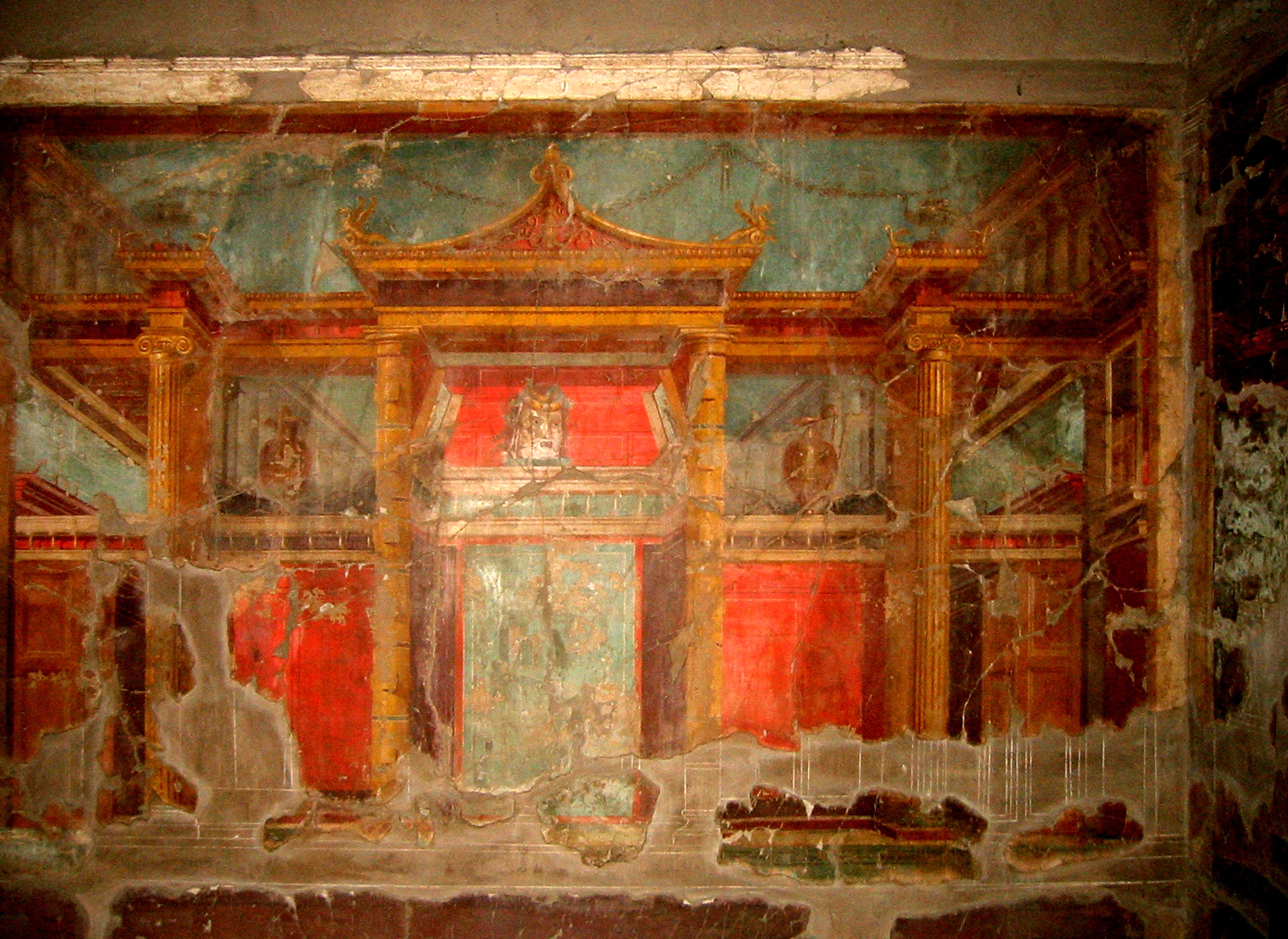
Oplontis
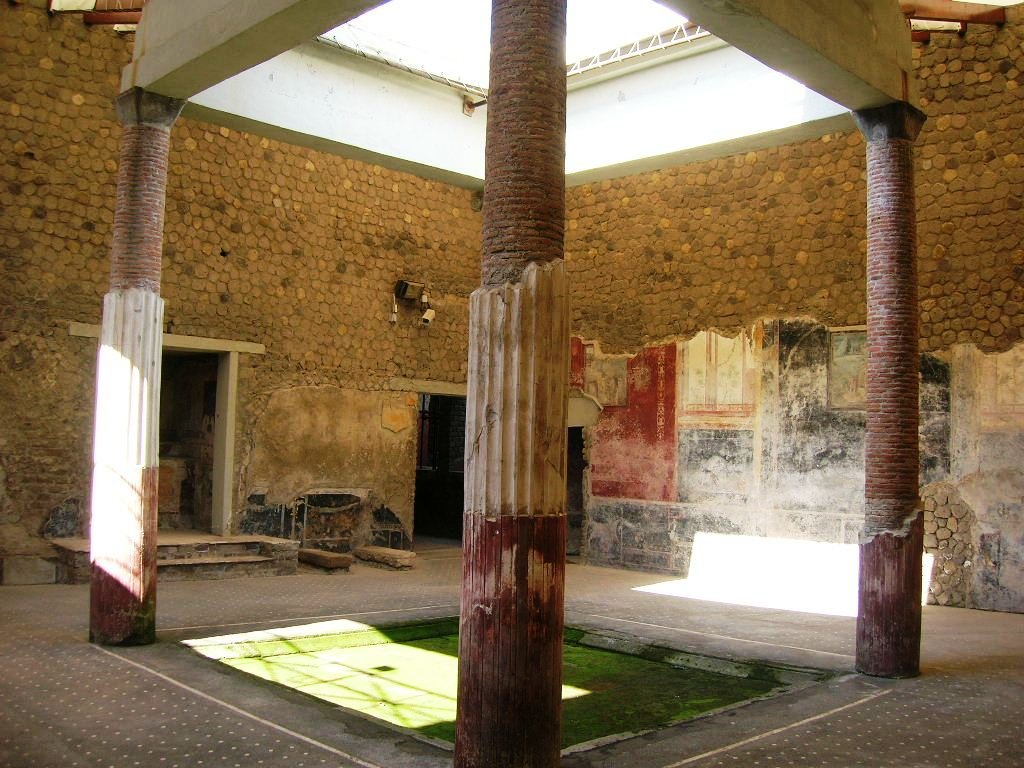
Stabies
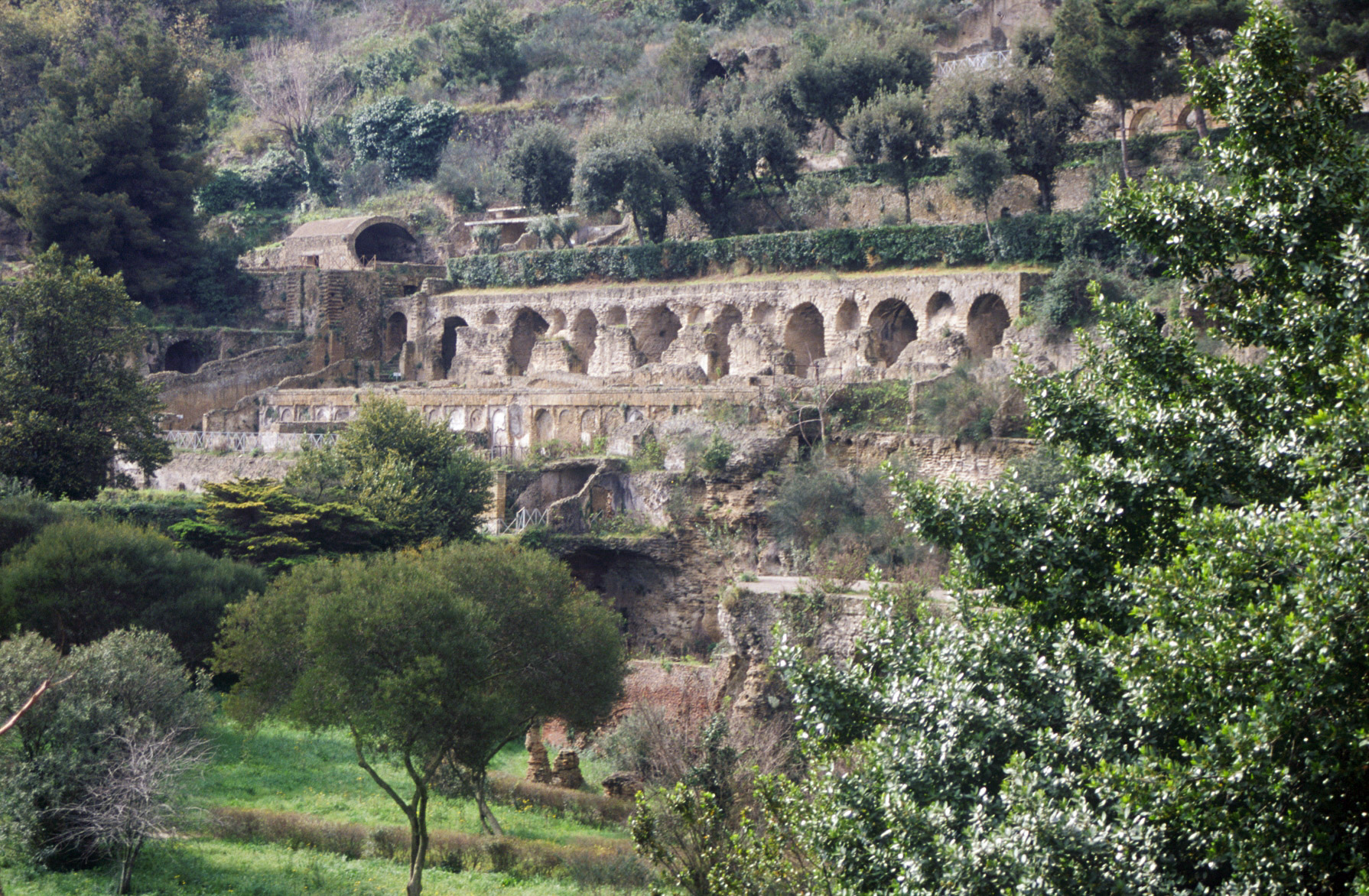
Baïes
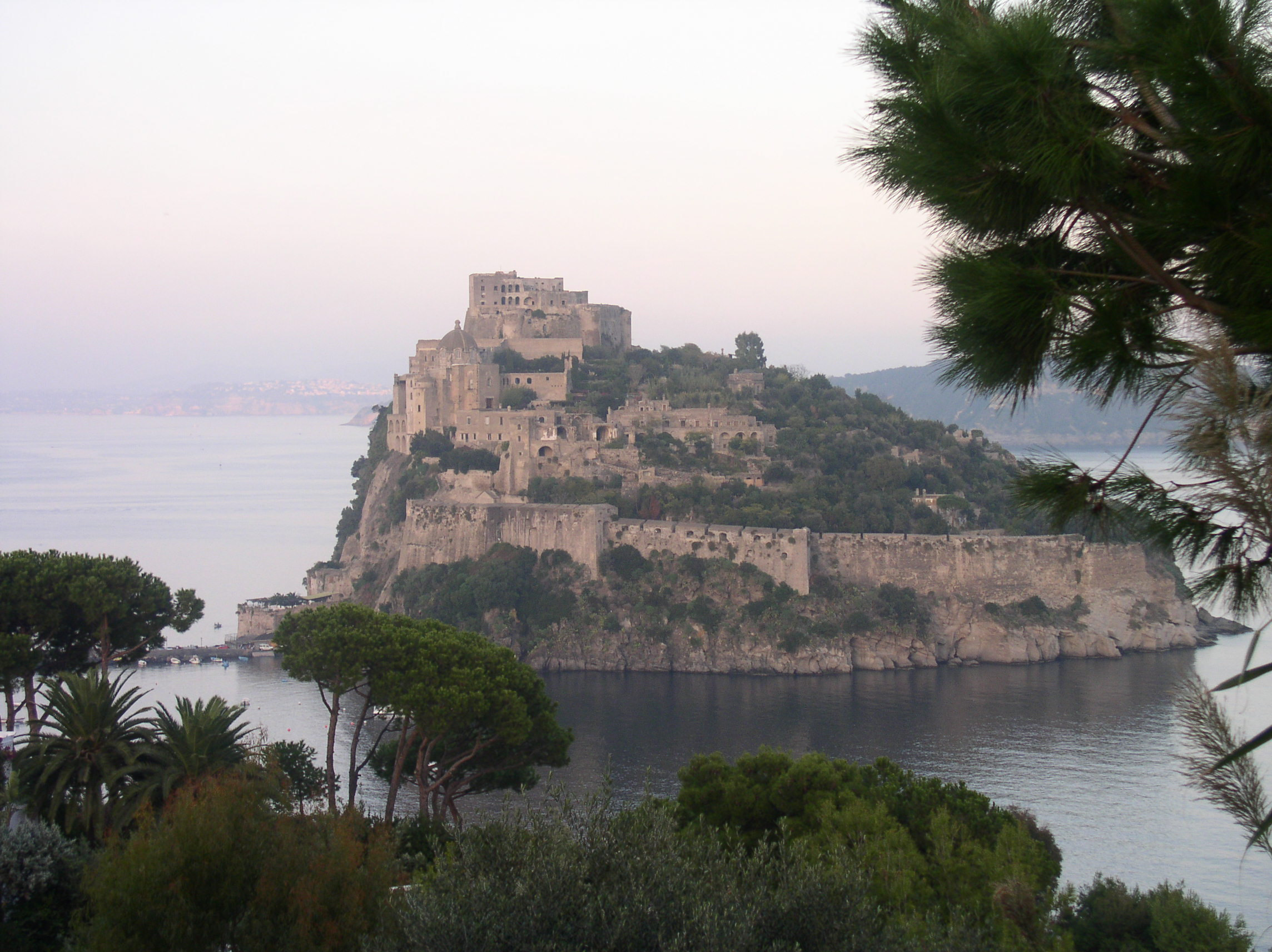
Ischia
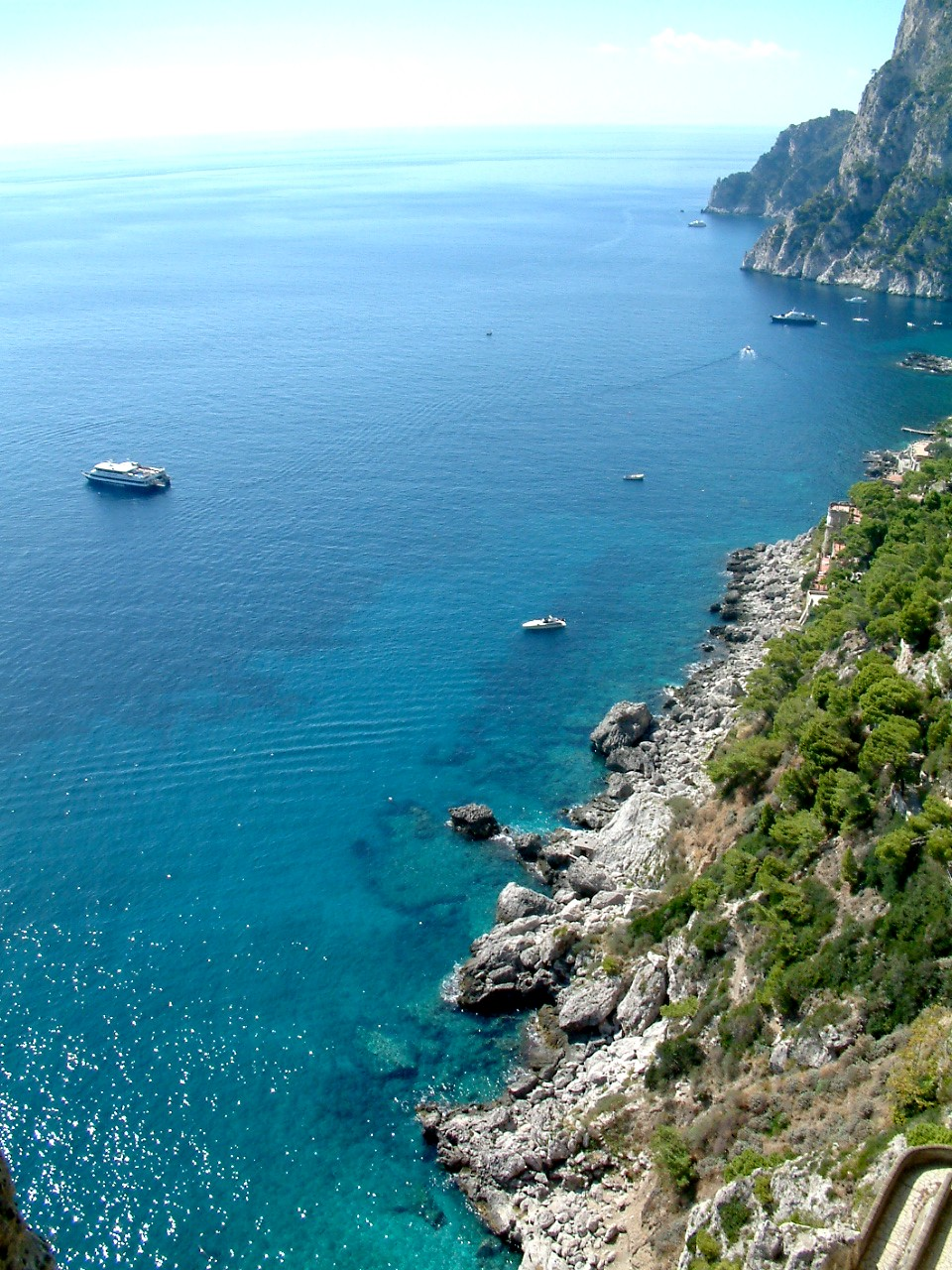
Capri
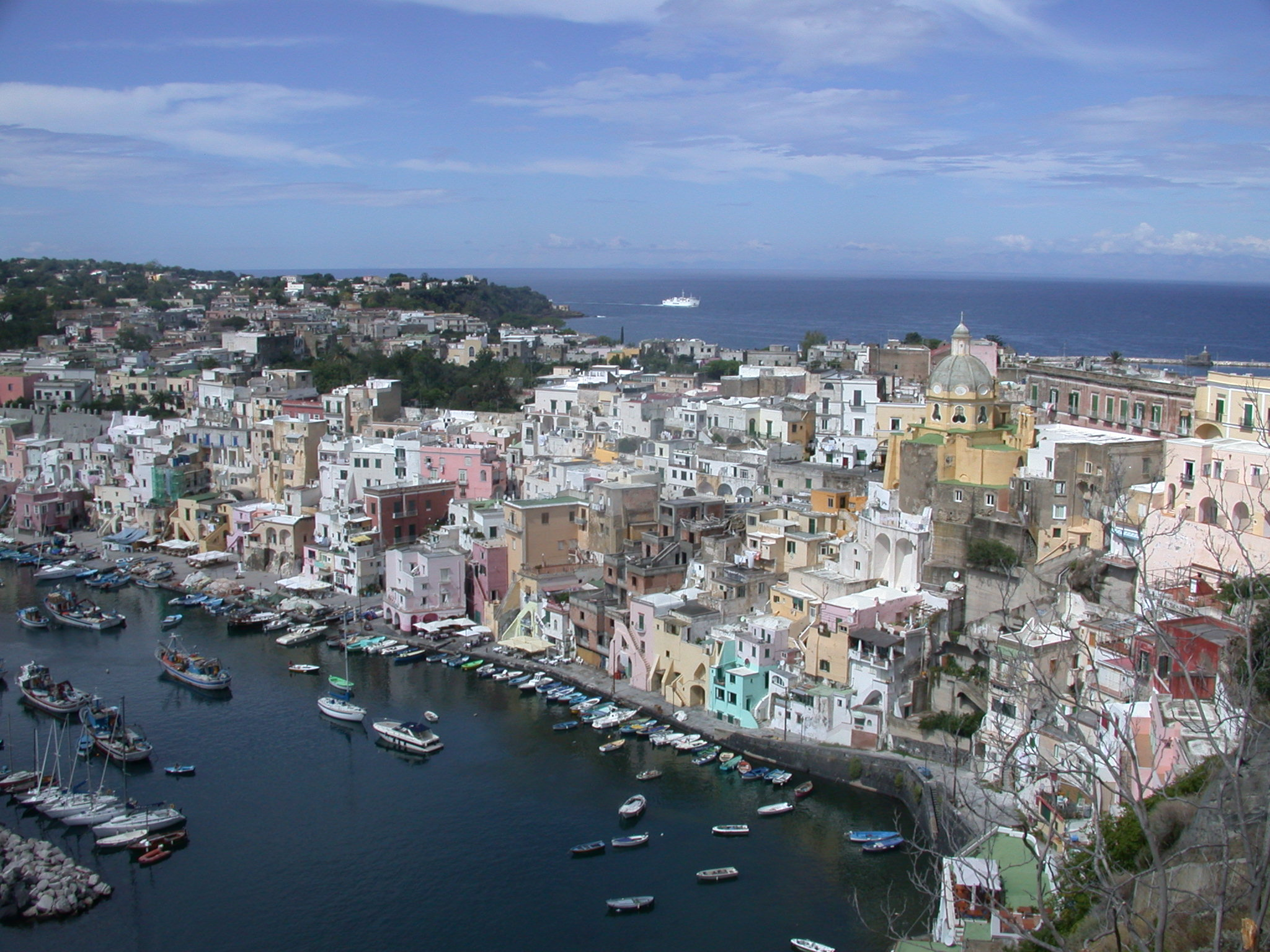
Procida
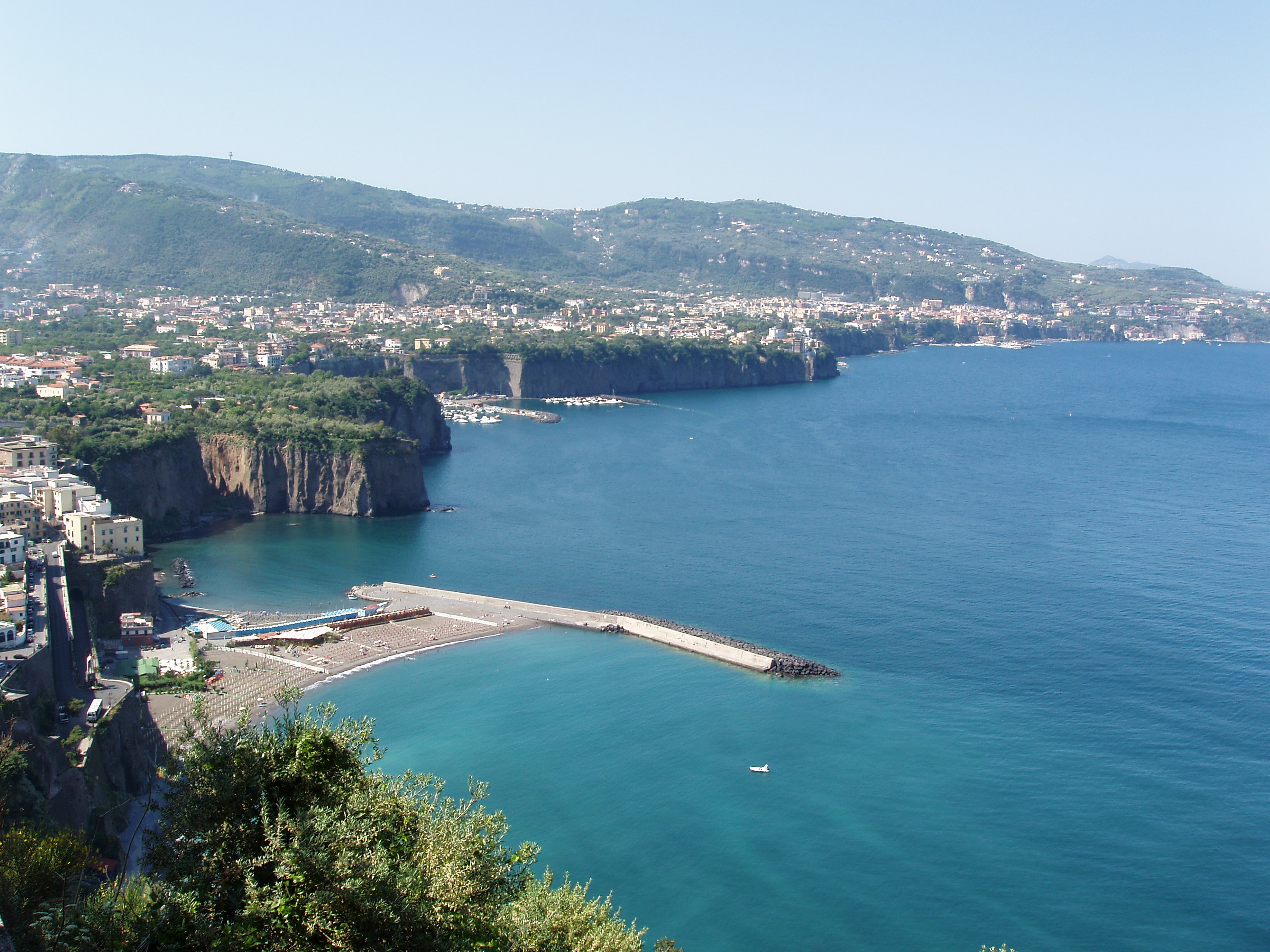
Sorrente
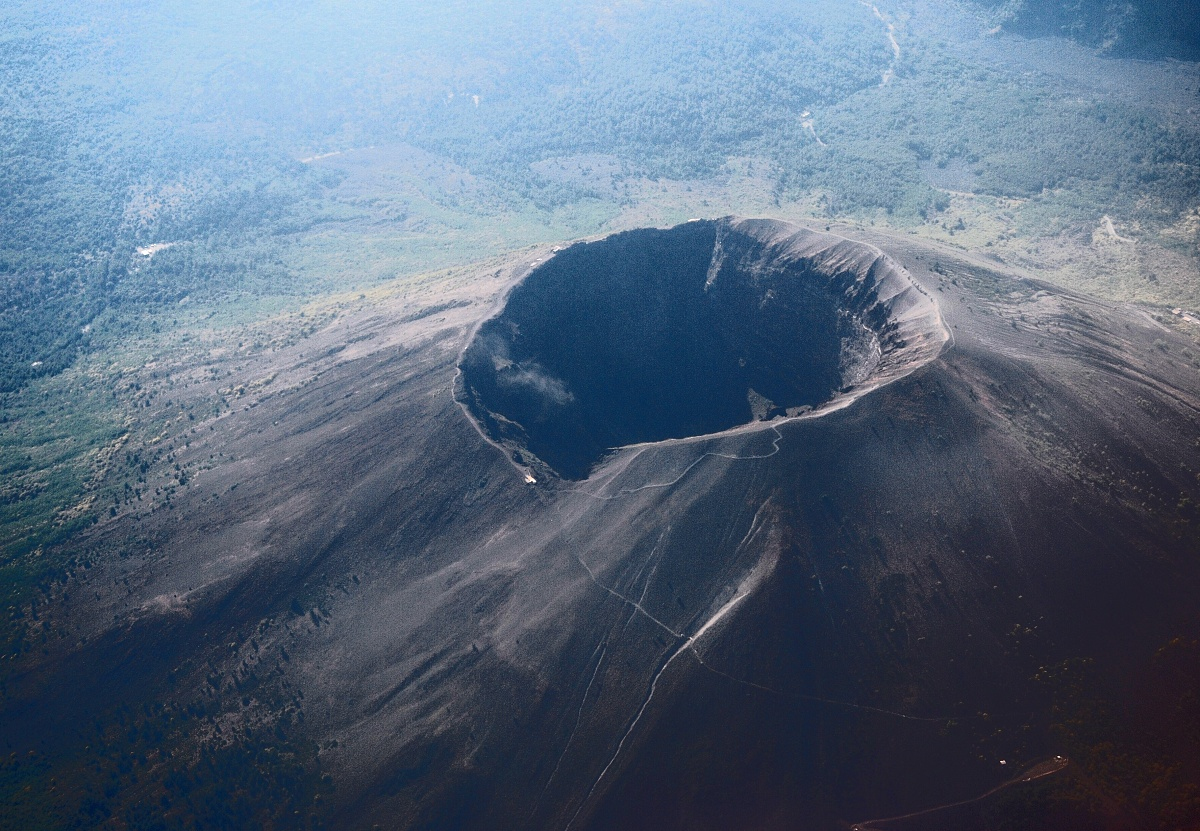
Vésuve
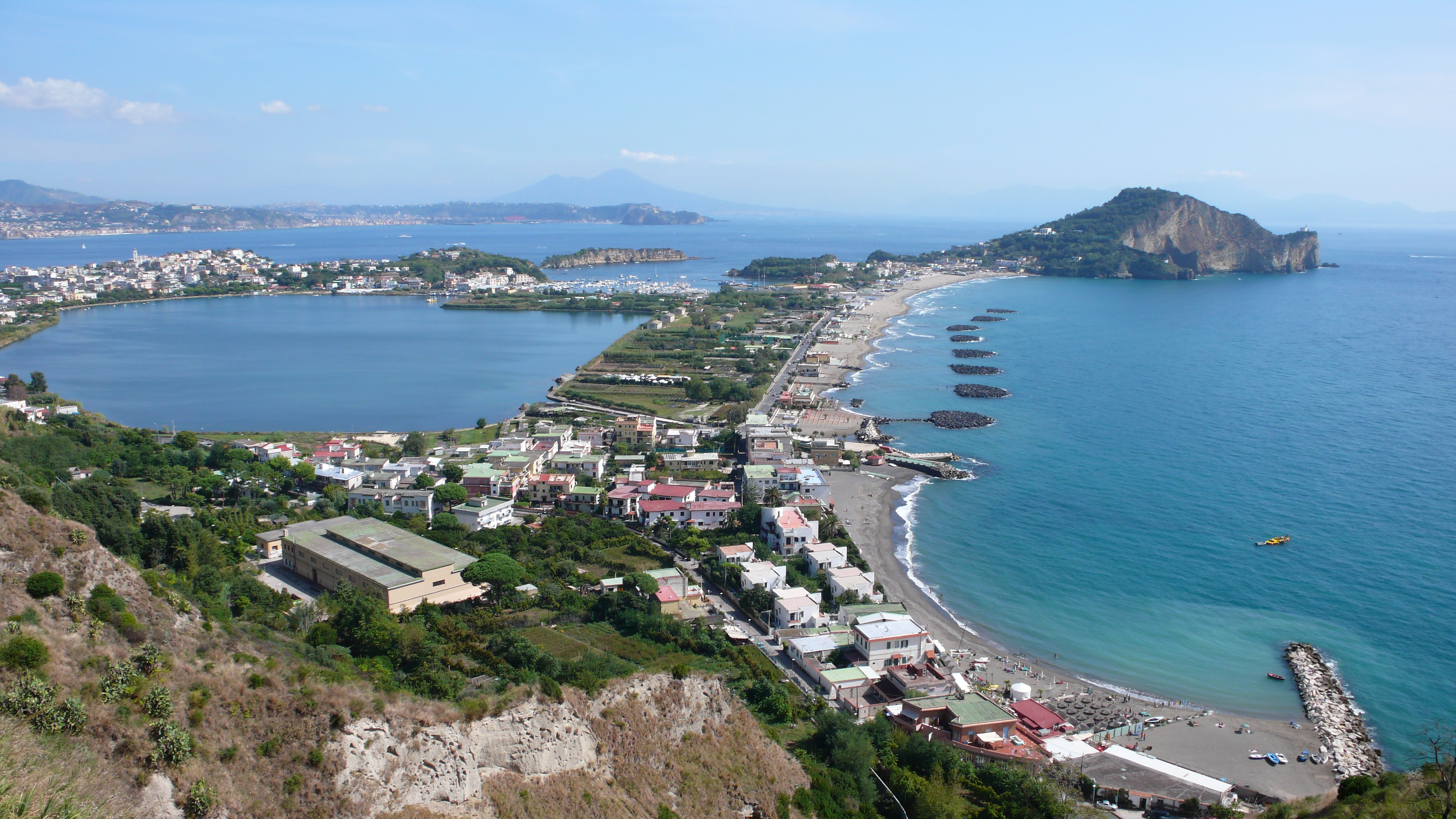
Champs Phlégréens

## Économie
Principalement basée sur le tourisme, l'économie de la province de Naples existe grâce aux commerces locaux et au monuments historiques et musées se trouvant à proximité.

## Administration
La province de Naples possédait comme capitale Naples qui est un des grands centres urbains de l'Italie.

## Démographie

### Espérance de vie
L'espérance de vie dans la province de Naples est de 77,6 ans pour les hommes et de 82,4 ans pour les femmes (2013).

### Âge moyen
L'âge moyen des habitants de la province est de 39,48 ans.

### Chômage
Le taux de chômage dans la province de Naples est de 22,6 % (2013).

### Résidents étrangers
Les étrangers représentaient, au 31 décembre 2015, 3,78 % des habitants de la province. Ils sont essentiellement originaires d'Europe de l'Est et d'Asie.
| Résidents étrangers | Population (2015)             |
| ------------------- | ----------------------------- |
| Ukraine             | 22 792                        |
| Sri Lanka           | 14 828                        |
| Chine               | 11 194                        |
| Roumanie            | 9 953                         |
| Bangladesh          | 6 307                         |
| Maroc               | 6 197                         |
| Pologne             | 4 659                         |
| Pakistan            | 3 569                         |
| Bulgarie            | 3 269                         |
| Philippines         | 2 373                         |
| Russie              | 2 071                         |
| Nigeria             | 2 055                         |
| Algérie             | 2 008                         |
| Albanie             | 1 955                         |
| Inde                | 1 947                         |
| Autres pays         | nc                            |
| Total               | 117 825 (au 31 décembre 2015) |

## Criminalité
La province de Naples est une des provinces les plus touchées par la criminalité en Italie. De nombreux assassinats, souvent commandités par des clans de la camorra, y sont commis, notamment dans les quartiers nord (Scampia, Secondigliano, Miano), et dans certaines villes limitrophes comme Arzano, Melito, Mugnano ou encore, Torre Annunziata et Castellammare di Stabia, villes dans lesquelles la criminalité organisée est solidement implantée. Le taux d'homicides à Naples était de 2,7 meurtres pour 100 000 habitants en 2011 (contre 5,3 en 2004). Dans la province de Naples, ce taux était de 1,3 en 2011. La baisse historique du nombre des homicides volontaires dans la province est notable depuis la fin des années 2000.
| Années    | 1980 | 1981 | 1982 | 1983 | 1984 | 1985 | 1986 | 1987 | 1988 | 1989 | 1990 | 1991 | 1992 | 1993 | 1994 | 1995 | 1996 | 1997 | 1998 | 1999 | 2000 | 2001 | 2002 | 2003 | 2004 | 2005 | 2006 | 2007 | 2008 | 2009 | 2010 | 2011 | 2012 | 2013 | 2014 | 2015 | 2016 |
| Homicides | 134  | nc   | 264  | nc   | 114  | nc   | nc   | nc   | nc   | 228  | 222  | 223  | 160  | 120  | 115  | 140  | 147  | 130  | nc   | 91   | 118  | 80   | 63   | 83   | 142  | 90   | +71  | +103 | nc   | nc   | 42   | 42   | 62   | 43   | 47   | nc   | 65   |

Une récente enquête montre qu'actuellement[Quand ?] 55 clans mafieux (représentant 1 200 membres au total) opèrent à Naples et dans sa province.
En 2016, 65 personnes furent assassinées à Naples et dans sa province.